# Крестовоздвиженское
Крестовоздвиженское — деревня в Завьяловском районе Удмуртии, входит в Ягульское сельское поселение.

## География
Находится в 14 км к северу от центра Ижевска.

## Население
| 2010 | 2012 |
| ---- | ---- |
| 50   | ↗57  |